# Vittertjärnen, Ångermanland
Vittertjärnen är en sjö i Örnsköldsviks kommun i Ångermanland och ingår i Gideälvens huvudavrinningsområde.